# Наумовићи
Наумовићи воде порекло од Наума Крнара секретара вождовог родом из Москопоља, који је заједно са Карађорђем убијен у Радовањском лугу 13. јула 1817. године.

## Наум Крнар (око 1780–1817)
Наум Крнар родио се око 1780. у Москопољу у грко-цинцарској трговачкој породици. Завршио је грчке школе, говорио је више језика и „по осећању био је Грк". Трговао је кожом и крзнима. Имао је једног брата који је био монах у Русији, касније архимандрит у Београду, где је и умро. На основу сачуваних писама види се да је имао и брата од стрица у Москопољу, где је наставио да живи његов најстарији син Петраћије. У време Карађорђеве Србије живео је у Београду, где је развио посао. Његова кућа налазила се на Дорћолу, у данашњој Душановој улици, где је била тада Главна чаршија..
Први пут се оженио 1800. у Москопољу са Маријом. Имали су сина Петраћија. Његова кућа у Москопољу постојала је до Првог светског рата. У подруму се налазила и једна соба која је служила као богомоља Пошто се замерио Турцима, није могао да се врати у Москопоље. Други пут оженио се 1809. у Београду са Марицом бившом „потурченом“ хришћанком.
После 1813. прешао је у Земун, затим у Нови Сад, да би на крају отишао као и други српски емигранти у Хотин у Бесарабији, у Русији, данашњој Украјини. У Хотину је живео до 1817. Припадао је хетерији, организацији за ослобођење Грка и свих православних хришћана на Балкану. Извесно је имао удела у повезивању Карађорђа и представника грчке хетерије.

## Радовањски луг
Наум је изгледа био од хетерије одређен као веза са Карађорђем. Карађорђе је са Наумом, званично секретаром, и још два Грка Мијалом Леонардијем, родом из Теодосије на Криму и Леонардовим момком Матијом Кутуфом из Мореје кренуо из Хотина 1817. у Србију. До Дунава дошли су заједно, да би у Србију прешли само Карађорђе и Наум. У Србији дочекао их је војвода Вујица Вуличевић, а 13. јула 1817. у Радовањском лугу Карађорђе и Наум Крнар убијени су по налогу кнеза Милоша. Карађорђе је убијен секиром а Наум из пушке. Њихове главе су у Београду одране и прпариране и послате у Цариград. Тела су им сахрањена у Радовању, а лобање закопане уз зид на улазу у Саборну цркву у Београду.

## Петар - Петраћије Наумовић
Петар Наумовић, кога су звали Петраки (Петраћије), односно „Петарчић“, син Наума Крнара из његовог првог брака са Маријом, рођен је 1800. године у Москопољу у данашњој Албанији. Када се Наум Крнар други пут оженио 1807. у Србији Петар је остао да живи у Москопољу, где се и оженио и добио сина Теодора.

### Теодор П. Наумовић
Теодора Наумовића, сина Петра најстријег сина Наум КрнарНаума Крнара, довео је стриц пуковник Јован Наумовић у Београд, где га је школовао и помагао. Теодор Наумовић је из Београда отишао у Петровац на Млави где је трговао. Имао је четворо деце Петра, Катарину, Јелену и Јовану.
Катарина, Јелена и Јована нису имали потомства.

### Петар Т. Наумовић
Петар Т. Наумовић, син Теодора П. Наумовића имао је сина Јована П. Наумовића и кћерку Зорку.

## Коњички пуковник Јован Наумовић (1813–1878)
Син Наума Крнара и његове друге жене Марице је коњички пуковник Јован Наумовић, први ађутант кнез кнеза Александра Карађорђевића, окружни начелник. У првом браку био је ожењен са женом из породице Пеливановић, рођаком Милосава Здравковића Ресавца, која је рано умрла.
Коњички пуковник Јован Наумовић, други пут био је ожењен Милевом Трпезић, кћерком П. Трпезића и Јованке Чолак-Антић, кћерке крушевачког војводе Чолак Анте Симеоновића. Трпезићи су пореклом из села Трпези код Берана. Брат Милеве Наумовић, рођ. Трпезић, Милош Трпезић био је ожењен Анком Христић (1861—1933), кћерком Николе Христића и праунуком господара Томе Вучића Перишића.
Коњички пуковник Јован Наумовић је са Милевом Наумовић, рођ. Трпезић имао Михаила, Воју, Мирка Наумовића и Марију Мацу.
- Генералштабни потпуковник Михаило Наумовић.
- Воја Наумовић.
- Мирко Наумовић је са Персидом имао Милеву и још двоје деце.
- Марија Маца била је удата за Ђ. Новаковића, председника главне Контроле. Имали су Јована, Симу, Драгољуба ожењеног Анком, Милицу која је са Д. Ристићем имала сина Константина Коју.

### Генералштабни потпуковник Михаило Наумовић (1860/1–1903)
Генералштабни потпуковник Михаило Наумовић, син коњичког пуковника Јована Наумовића и унук Наума Крнара и војводе Чолак-Анте, ађутант краља Александра Обреновића, учесник у завери, грешком завереника убијен у мајском преврату 29. маја 1903.
Потпуковник Михаило Наумовић је са Љубицом Ђурић, кћерком генерала Димитрија Ђурића (1838-1893) и Персиде Ђурић, рођ. Матић, кћерке министра просвете проф. др Димитрија Матића, имао три сина. Пошто је сестра Персиде Ђурић, рођ. Матић, Јелена Матић била удата за арт. потпуковника Илију Чолак-Антића, старија грана Чолак-Антића и Наумовићи су у двоструком сродству, преко сина и кћерке војводе Чолак-Анте и преко кћерки Димитрија Матића. Један брат Љубице Наумовић, рођ. Ђурић, Милан Ђурић био је официр, сестра Станислава је била удата за сан. пуковника др Романа Сондермајера, а друга, Спасенија за капетана Ђорђа Ристића.
Матићи су пореклом из Рашке, прво су се доселили у Мачву у Црну Бару, да би касније прешли у Срем у Руму, где се Димитрије Матић родио. Мајка Димитрија Матића је из породице Јовановић, која се из Руме преселила Шабац. Његов ујак био је Илија Јовановић, а брат од ујака Владимир Јовановић, министар правде и отац Слободана Јовановића. Димитрије Матић је имао три брата Матеју Матића, чија кћерка је мајка композитора Милоја Милојевића (1884-1946), Ђорђа Матића и Стевана Матића, који је погинуо 1848. борећи се под командом Стеван Книћанин, против Мађара.
Синови потпуковника Михаила Наумовића и Љубице Ђурић су Александар, Боривоје и Миливоје.

#### Коњички капетан Александар М. Наумовић (1889–1915)
Коњички капетан Александар Наумовић погинуо је код Врања 11. октобра 1915. у 26. години живота.

#### Потпоручник Боривоје М. Наумовић (1895–1916)
Потпоручник Боривоје Наумовић погинуо је на свој двадесет и први рођендан 6. септембра 1916.

#### Поручник Миливоје М. Наумовић (1894–1982)
Миливоје Наумовић, као потпоручник у јединци војводе Вука, рањен је 17 пута. На Власини је 1915. био „сав искасапљен". Миливоје Наумовић је касније дипломирао права у Паризу.
Миливоје Наумовић био је ожењен Миленом Наумовић, рођ. Милојевић, кћерком др Милана Ђ. Милојевића, конзула, дипломате и Јелене Ћурчић, кћерке Стевана Ћурчића и Стане Грујић, кћерке Јеврема Грујића, министра, краљевског посланика.
Миливоје и Милена имају ћерку Миљану Наумовић, удату Цонић и сина Борана Наумовића. Из брака са Др Владимиром Цонићем, Миљана Наумовић има сина Александра Цонића. Боран Наумовић има сина Михајла и кћи Милену. 
Синови Александра Цонића и Михајла Наумовића, Михајло Цонић и Алекс Наумовић данашњи су најмлађи чланови фамилије.

### Новаковићи
Марија Маца Наумовић, кћерка коњичког пуковника Јована Наумовића била је удата за Ђ. Новаковића, председника главне Контроле. Имали су Јована, Симу, Драгољуба и Милицу.
- Драгољуб Новаковић био је ожењен Анком.
- Милица Новаковић је са Д. Ристићем имала синове Константина Коју и Јована.

## Марица Новаковић
По књаз Милошевој одлуци Марица, удовица Наума Крнара убијеног 1817. у Радовањском лугу заједно са Карађорђем, а по књаз Милошевом наређењу, удала се за др Ђорђа Новаковића, лекара
Имали су једну кћерку која се удала у Румунији.
Др Ђорђе Новаковић је из другог брака имао сина Александра Новаковића, адвоката, члана Напредне странке, директора часописа „Видело“. Његова кћерка Косара Новаковић два пута се удавала. Из првог брака са Војиславом Цинцар-Јанковићем, касационим судијом имала је кћерку Јелену Цинцар-Јанковић удату за др Милана Гавриловића, министра. У другом браку Косара Новаковић била је удата за Ђорђа Генчића, министра унутрашњих послова.

### Сродство
Наумовићи су у сродству са Чолак-Антићима, породицом Јеврема Грујића (Грујићи (Даросава), Милојевић, Цонић и Шећеровић) и др.